# موش کور طلایی هاتنتوت
موش کور طلایی هاتنتوت (نام علمی: Amblysomus hottentotus) نام یک گونه از سرده طلایی‌موش‌های آفریقای جنوبی است.